# Festa da Polenta de Santa Olímpia

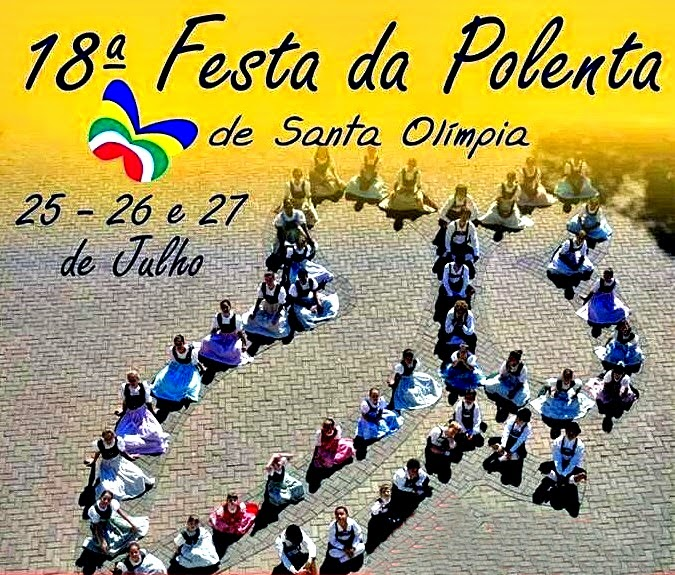
Festa da Polenta de 2014

A Festa da Polenta é um evento promovido pelos moradores do bairro de Santa Olímpia em Piracicaba sempre no último fim de semana do mês de julho. Sua primeira edição, ocorrida em 1991, teve o intuito de comemorar o centenário da imigração tirolesa-trentina para o atual bairro piracicabano. No ano seguinte, a festa foi repetida; mas somente em 1999 teve sua terceira edição realizada. De lá para cá, vem ocorrendo anualmente. Atualmente a Festa da Polenta faz parte do calendário de eventos turísticos da cidade, demonstrando o reconhecimento do potencial turístico, mas sobretudo cultural da Colônia Tirolesa.

## Origens da polenta
A polenta é um alimento originário do norte da Itália e era o prato mais consumido pela população da localidade e pelos legionários romanos. Antes da introdução do milho na Europa, ela era preparada com farinha de aveia ou outros cereais como o trigo.
Foram os exploradores espanhóis no século XV que levaram o milho das Américas para a Europa, sendo difundido depois para o resto do mundo. Na Itália, o milho passou a ser cultivado primeiramente no norte, local onde as chuvas são frequentes. Foi a partir daí que a polenta, tal qual conhecemos, surgiu, passando a ser produzida de farinha de milho.
A polenta de milho tornou-se a base da alimentação nas regiões do Tirol e Trento. Inicialmente circunscrita a essas regiões, em pouco tempo o prato passou a dominar todos os aspectos da culinária italiana, bem como todas as classes sociais.

## Tiroleses-trentinos e a polenta
Ao emigrarem, os tiroleses traziam consigo toda sua tradição cultural: costumes, hábitos alimentares, modos de vida, língua(dialetos), etc. No Brasil, depararam-se com novas condições de vida, novos elementos culturais, hábitos alimentares, enfim, conhecimentos de outros grupos sociais, os quais não pertenciam ao seu cotidiano. Assim, procuravam reproduzir sua cultura, ou adaptá-la, ressignificando seus hábitos, sem no entanto, esquecer sua terra natal.
Dentre seus hábitos alimentares a polenta é, sem dúvida, o alimento mais consumido pelos familiares dos imigrantes que vieram das regiões rurais do Tirol e Trento para o Brasil.

## Festa da Polenta de Santa Olímpia

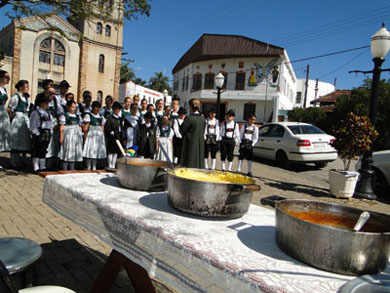
Festa da Polenta de Santa Olímpia

A Festa da Polenta ocorre anualmente no bairro de Santa Olímpia, localizado na área rural da cidade de Piracicaba, situado a aproximadamente 20 quilômetros do centro comercial da cidade, às margens da rodovia Piracicaba-Charqueada (SP-308). Segundo Ivan Correr (membro da Associação dos Moradores de Santa Olímpia)  o bairro "é um pequeno pedaço do trentino no Brasil, e esse fato se dá porque a  maioria das pessoas é descendente da região do Tirol e, por meio de nossas tradições, mantemos a cultura trento-tirolesa viva".
Para manter essa cultura, diversas atividades são promovidas para nutrir em seus membros um sentimento de coletividade e de identidade, como por exemplo: grupos folclóricos, corais, grupos de teatro, danças típicas e pequenas bandas musicais, bem como diversas festas que ocorrem ao longo do ano. Porém, o mais importante evento para os moradores do bairro é, sem dúvida, a Festa da Polenta, momento em que a cultura dos moradores do bairro é apresentada aos visitantes. 
Para que essa festa pudesse ter toda a tradição de seus antepassados representadas, uma ampla pesquisa foi realizada por parte dos moradores do bairro: roupas típicas dos grupos dança e coral, música típica tirolesa, culinária e demais itens apresentados durante o evento. Segundo Ivan Correr “a festa de fato é organizada para que as pessoas conheçam a cultura local; tudo que é a autêntica cultura tirolesa está aqui: danças, músicas, roupas, comida e a decoração. Tudo para que o visitante conheça o modo de vida tirolês”.
Atualmente a festa reúne aproximadamente 15 mil visitantes que têm à disposição comidas típicas trentinas, tais como: polenta con crauti (polenta companhada de chucrute, spec e linguiça), canederle ou knödel (nhoques de pão com linguiça e especiarias, servidos em uma sopa de frango), a polenta con cuccagna (fritada de ovos com tomates, linguiça, bacon e queijo), o strangola pretti (nhoques verdes), polenta frita, salsichão, gròstoi (pasteizinhos doces); tudo isso acompanhado de cerveja ou vinhos de uva e de laranja, além do destilado de casca de uva, a grappa, todos de fabricação local. Essas comidas e bebidas são servidas em três espaços diferentes: tendas montadas na rua, salão de festas e bares adaptados. É montada também uma cafeteria em que é servido, além do cafezinho, chocolate quente, cappuccino, bolos e doces produzidos pelos moradores de Santa Olímpia.
Além das comidas e bebidas típicas, danças tirolesas, apresentações de corais, bandas de músicas tirolesas, fazem parte da programação oficial. Todas as atividades da festa, desde a preparação, são realizadas pelos moradores do bairro, que obedecem a uma escala de horários. A Festa da Polenta é, portanto, uma apresentação do bairro e toda sua vida cultural.  
A Festa da Polenta, assim, mostra um pouco do cotidiano do bairro aos turistas. É o momento de trabalhar para os “de fora”, vestir-se como tirolês, praticar o dialeto, as danças, a música, reivindicando uma “autêntica” cultura tirolesa; é um momento estratégico, também, para conseguir recursos para melhorias no bairro. Nela, todos participam, desde as crianças, que trabalham na cafeteria preparando e servindo os visitantes, até os mais velhos, que ajudam na preparação das comidas típicas na cozinha. Os trentino-tiroleses organizam a vida social no bairro por sua memória e, para isso, desenvolvem ações para valorização de seu patrimônio cultural imaterial. Além disso, observam um calendário de festas que remonta à história do bairro, estabelecendo uma relação direta com os antepassados tiroleses, além de apresentar determinados aspectos do seu dia a dia. É na festa, em contato com o outro, que os trentino-tiroleses reconhecem-se como tais.